# Stora Bosjön, Värmland
Stora Bosjön är en sjö i Filipstads kommun i Värmland och ingår i Göta älvs huvudavrinningsområde. Sjön har en area på 0,287 kvadratkilometer och ligger 217 meter över havet. Sjön avvattnas av vattendraget Tvärälven.

## Delavrinningsområde
Stora Bosjön ingår i det delavrinningsområde (661267-142093) som SMHI kallar för Inloppet i Svartsången. Medelhöjden är 237 meter över havet och ytan är 3,62 kvadratkilometer. Räknas de 4 avrinningsområdena uppströms in blir den ackumulerade arean 21,29 kvadratkilometer. Tvärälven som avvattnar avrinningsområdet har biflödesordning 5, vilket innebär att vattnet flödar genom totalt 5 vattendrag innan det når havet efter 355 kilometer. Avrinningsområdet består mestadels av skog (84 procent). Avrinningsområdet har 0,29 kvadratkilometer vattenytor vilket ger det en sjöprocent på 8 procent.